# NGC 6796
NGC 6796 é uma galáxia espiral (Sbc) localizada na direcção da constelação de Draco. Possui uma declinação de +61° 08' 42" e uma ascensão recta de 19 horas, 21 minutos e 31,0 segundos.
A galáxia NGC 6796 foi descoberta em 5 de Julho de 1885 por Lewis A. Swift.